# عبرالجار (كحلان عفار)

تعديل مصدري - تعديل

عبرالجار هي إحدى قرى عزلة عفار بمديرية كحلان عفار التابعة لمحافظة حجة، بلغ تعداد سكانها 71 نسمة حسب تعداد اليمن لعام 2004.